# Vitry-lès-Cluny
Vitry-lès-Cluny este o comună în departamentul Saône-et-Loire, Franța. În 2009 avea o populație de 65 de locuitori.

## Evoluția populației
| An        | 1975 | 1982 | 1990 | 1999 | 2006 | 2009 |
| --------- | ---- | ---- | ---- | ---- | ---- | ---- |
| Populație | 62   | 52   | 57   | 56   | 66   | 65   |